# 北条朝直
北条 朝直（ほうじょう ともなお）は鎌倉時代前期から中期の武将。北条氏の一門。鎌倉幕府の評定衆。父は初代連署北条時房。母は正室の足立遠元の娘。大仏流北条氏の祖。

## 生涯
時房の四男であった。長兄時盛は佐介流北条氏の祖だが、朝直とは異腹で、時盛の母は不詳のため「庶長子」だったのではないかとする見解がある。また次兄時村と三兄資時は承久2年（1220年）に突然出家している。
『明月記』などによると、父・時房は嘉禄元年（1225年）6月15日まで在京して六波羅探題として活動しているが、朝直もまた時房や時盛と共に在京しており、時房の鎌倉下向後も在京する人物として北条時氏と並んで朝直の名が記されているため、時房の留守を預かる主要な人材として時氏と共に朝直が認識されていたとする説もある。朝直は翌嘉禄2年（1226年）1月になって鎌倉に下向しており、その際に他腹の時盛のみが在京すると記されている。
朝直の正室は伊賀光宗の娘だったが、貞応3年（1224年）6月の伊賀氏事件で光宗が流罪となる。光宗は翌嘉禄元年（1225年）12月には許されて幕政に復帰するが、朝直は鎌倉下向から間もない嘉禄2年（1226年）2月に執権北条泰時の娘を新たに室に迎えるよう父母から度々勧められ、21歳で無位無官の朝直は愛妻との離別を拒み、泰時の娘との結婚を固辞し続けた。翌月になっても、朝直はなおも執権泰時、連署である父時房の意向に逆らい続け、本妻との離別を哀しむあまり出家の支度まで始めるという騒動になっている。その後も抵抗を続けたと見られるが、5年後の寛喜3年（1231年）4月、朝直の正室である泰時の娘が男子を出産した事が『吾妻鏡』に記されている事から、最終的に朝直は泰時と時房の圧力に屈したと見られる。京の公家の耳にまで届いた、この北条一族の婚姻騒ぎは幕府編纂書の『吾妻鏡』には記されていない。
なお、泰時の娘婿となったことで六波羅探題を務めていた長兄の時盛に代わって時房の後継者とされ、泰時が任じられていた武蔵守を譲られるなどの厚遇を受けたが、結果として時房流は分裂し泰時流（得宗家）の政治的優位が確立されることになったとする見解もある。ただし朝直は将軍源実朝の偏諱を受けた可能性があり、当初から嫡男だった可能性もある。
北条泰時から北条政村までの歴代執権を長老格として補佐し続けたが、寄合衆にはついに任じられなかった。
文永元年（1264年）5月3日、59歳で死去。

## 経歴
※日付＝旧暦
- 1233年（貞永2年）1月28日、木工権頭に任官。2月18日、式部少丞に遷任。
- 1234年（天福2年）1月11日、式部大丞に転任。1月26日、従五位下相模権守に叙位転任。
- 1237年（嘉禎3年）9月15日、備前守に遷任。
- 1238年（嘉禎4年）3月18日、従五位上に昇叙。備前守如元。4月6日、武蔵守に転任。
- 1239年（延応元年）、鎌倉幕府評定衆に就任。
- 1241年（仁治2年）7月17日、正五位下に昇叙。武蔵守如元。
- 1243年（寛元元年）7月8日、遠江守に遷任。
- 1245年（寛元3年）4月15日、武蔵守に転任。
- 1249年（建長元年）12月9日、幕府二番引付頭人を兼帯。
- 1252年（建長4年）、遠江国守護を兼帯。
- 1256年（建長8年）4月29日、二番引付頭人より一番引付頭人に異動にて遠江国守護共々兼帯。7月20日、武蔵守を辞任。
- 1257年（正嘉元年）、筆頭評定衆に異動。一番引付頭人・遠江国守護兼帯如元。以後、卒去まで不変。前武蔵守正五位下。